# Roi Kehat
Roi Kehat (hebräisch רועי קהת, * 12. Mai 1992 in Rechovot) ist ein israelischer Fußballspieler.

## Karriere
Kehat begann seine Karriere bei Maccabi Tel Aviv, für den er mehrmals zum Einsatz kam. 2012 wechselte er zu Hapoel Be’er Scheva, verließ den Verein aber im Jänner 2013 wieder und schloss sich Maccabi Yavne an. Jänner 2014 wechselte er zu Hapoel Ironi Kirjat Schmona. Im Sommer 2015 wechselte er erstmals ins Ausland, nach Österreich zum FK Austria Wien. Sein Debüt gab er am 1. Spieltag gegen den Wolfsberger AC.
Im August 2016 kehrte er nach Israel zurück, wo er sich Maccabi Haifa anschloss. Nach Verträgen in Netanja und erneut Kirjat Schmona ging Kehat nach Aserbaidschan.